# En lille by i Amerika - efter Vietnam og Watergate
En lille by i Amerika - efter Vietnam og Watergate er en dansk dokumentarfilm fra 1977 instrueret af Jørgen Flindt Pedersen efter eget manuskript.

## Handling
Paris, Tennessee er valgt som eksempel på en typisk amerikansk lilleby, som repræsenterer "Main Street America". Filmen er ude mellem de mennesker, som Nixon-administrationen kaldte 'det tavse flertal'.